# Savignac (Aveyron)
Savignac (okzitanisch Savinhac) ist eine französische Gemeinde mit 755 Einwohnern (Stand 1. Januar 2022) im Département Aveyron in der Region Okzitanien (vor 2016 Midi-Pyrénées). Die Gemeinde gehört zum Arrondissement Villefranche-de-Rouergue und zum Kanton Villeneuvois et Villefranchois (bis 2015 Villefranche-de-Rouergue). Die Einwohner werden Savignacois und Savignacoises genannt.

## Geografie
Savignac liegt etwa vierzig Kilometer westlich von Rodez. Umgeben wird Savignac von den Nachbargemeinden Martiel im Norden und Westen, Sainte-Croix im Norden und Nordosten, Toulonjac im Nordosten, Villefranche-de-Rouergue im Osten, La Rouquette im Süden sowie Vailhourles im Südwesten.

## Demografie
| Jahr                      | 1962 | 1968 | 1975 | 1982 | 1990 | 1999 | 2006 | 2013 | 2020 |
| Einwohner                 | 355  | 350  | 319  | 422  | 508  | 540  | 594  | 682  | 752  |
| Quelle: Cassini und INSEE |      |      |      |      |      |      |      |      |      |

## Sehenswürdigkeiten
- Kirche Saint-Étienne
- Burg La Pèze, erstmals im Jahre 1311 erwähnt, seit 1994 Fassaden, Dächer und Donjon als Monument historique eingeschrieben

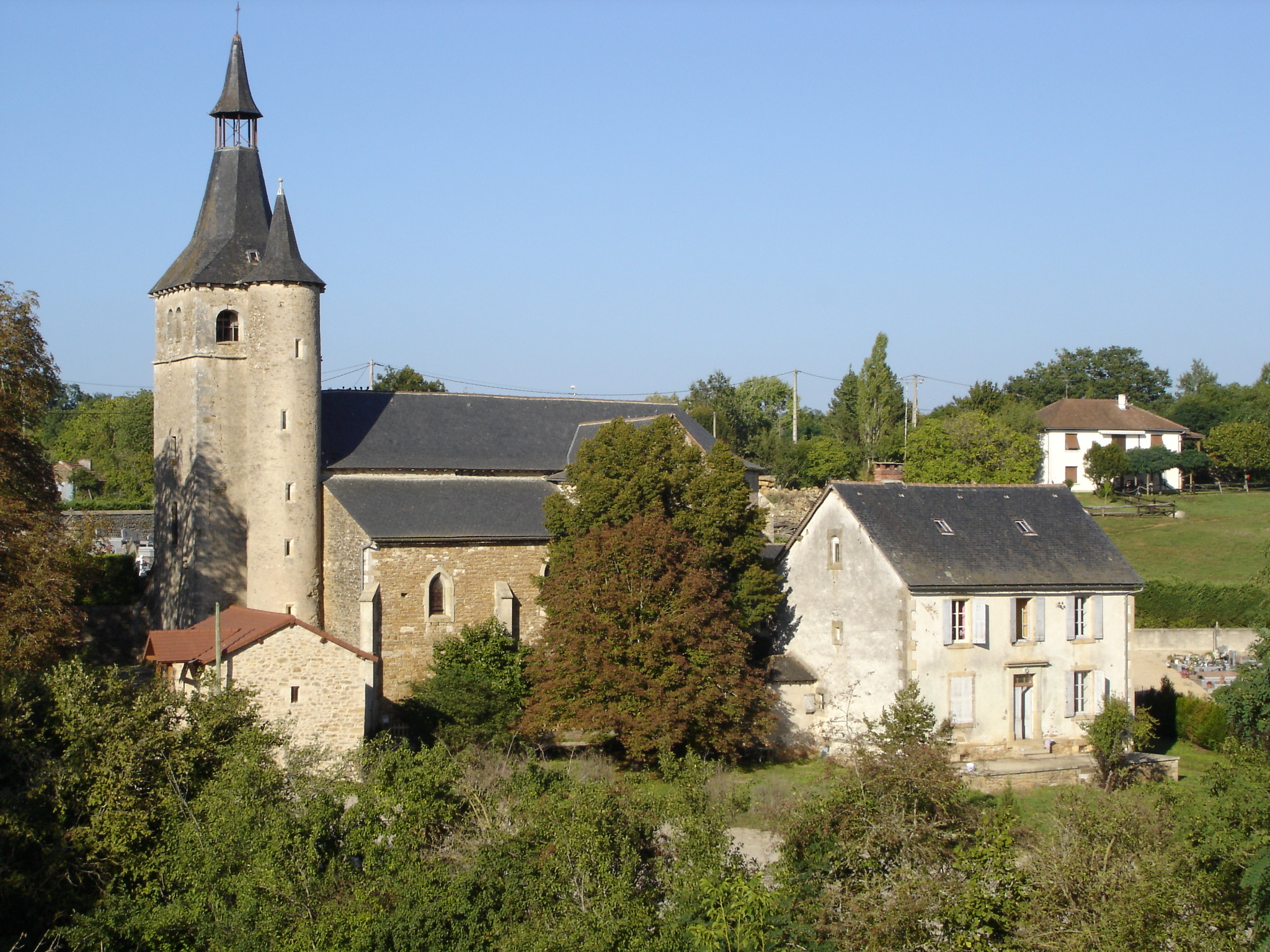
Kirche Saint-Étienne
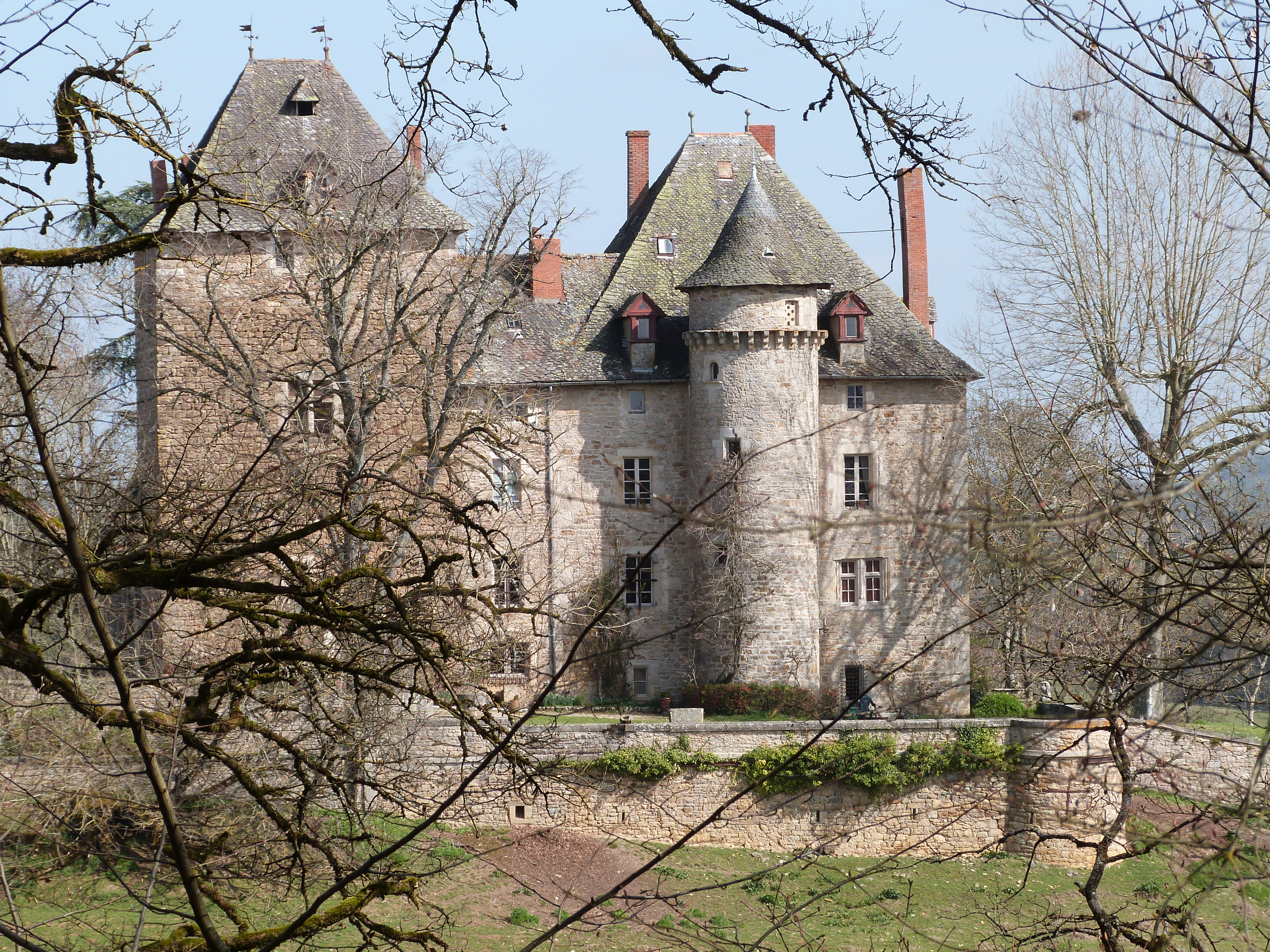
Burg La Pèze